# Tomaszki (Białoruś)
Tomaszki (biał. Тамашкі; ros. Томашки) – wieś na Białorusi, w obwodzie brzeskim, w rejonie żabineckim, w sielsowiecie Oziaty, przy bagnie Hatcza.
Dawniej folwark. W dwudziestoleciu międzywojennym wieś leżała w Polsce, w województwie poleskim, w powiecie kobryńskim.